# عملية أنطون
عملية أنطون أو حالة أنطون (بالألمانية: Fall Anton) هو الاحتلال العسكري لفرنسا من طرف ألمانيا وإيطاليا في نوفمبر 1942. لقد كان ذلك بمثابة نهاية لنظام فيشي كدولة مستقلة اسمياً وحل جيش فيشي (جيش الهدنة المحدود للغاية)، لكن النظام استمر كحكومة عميلة في فرنسا المحتلة. كان أحد الإجراءات الأخيرة التي اتخذتها قوات فيشي المسلحة قبل حلها هو إغراق الأسطول الفرنسي في تولون لمنع وقوعه في أيدي المحور.

## خلفية
وضعت خطة ألمانيا لاحتلال فيشي فرنسا في ديسمبر 1940 تحت الاسم الرمزي لعملية أتيلا وسرعان ما وضعت في الاعتبار مع عملية كاميليا، وهي خطة احتلال كورسيكا.  قامت عملية أنطون بتحديث عملية أتيلا الأصلية، بما في ذلك وحدات ألمانية مختلفة وإضافة مشاركة إيطالية.
بالنسبة لأدولف هتلر، كان الأساس المنطقي الرئيسي للسماح بوجود فرنسا المستقلة اسميًا هو أنها كانت، في غياب التفوق البحري الألماني، الوسيلة العملية الوحيدة لحرمان الحلفاء من استخدام المستعمرات الفرنسية. ومع ذلك، فإن عمليات إنزال الحلفاء في شمال أفريقيا الفرنسية في 8 نوفمبر 1942 تسببت في محو هذا السبب، خاصة أنه سرعان ما أصبح من الواضح أن حكومة فيشي لم تكن تمتلك الإرادة السياسية ولا الوسائل العملية لمنع السلطات الاستعمارية الفرنسية من الخضوع لاحتلال الحلفاء. علاوة على ذلك، عرف هتلر أنه لا يستطيع المخاطرة بجناح مكشوف في البحر الأبيض المتوسط الفرنسي. بعد محادثة أخيرة مع رئيس الوزراء الفرنسي بيير لافال، أصدر هتلر أوامره باحتلال كورسيكا في 11 نوفمبر وفرنسا الفيشية في اليوم التالي.

## العملية

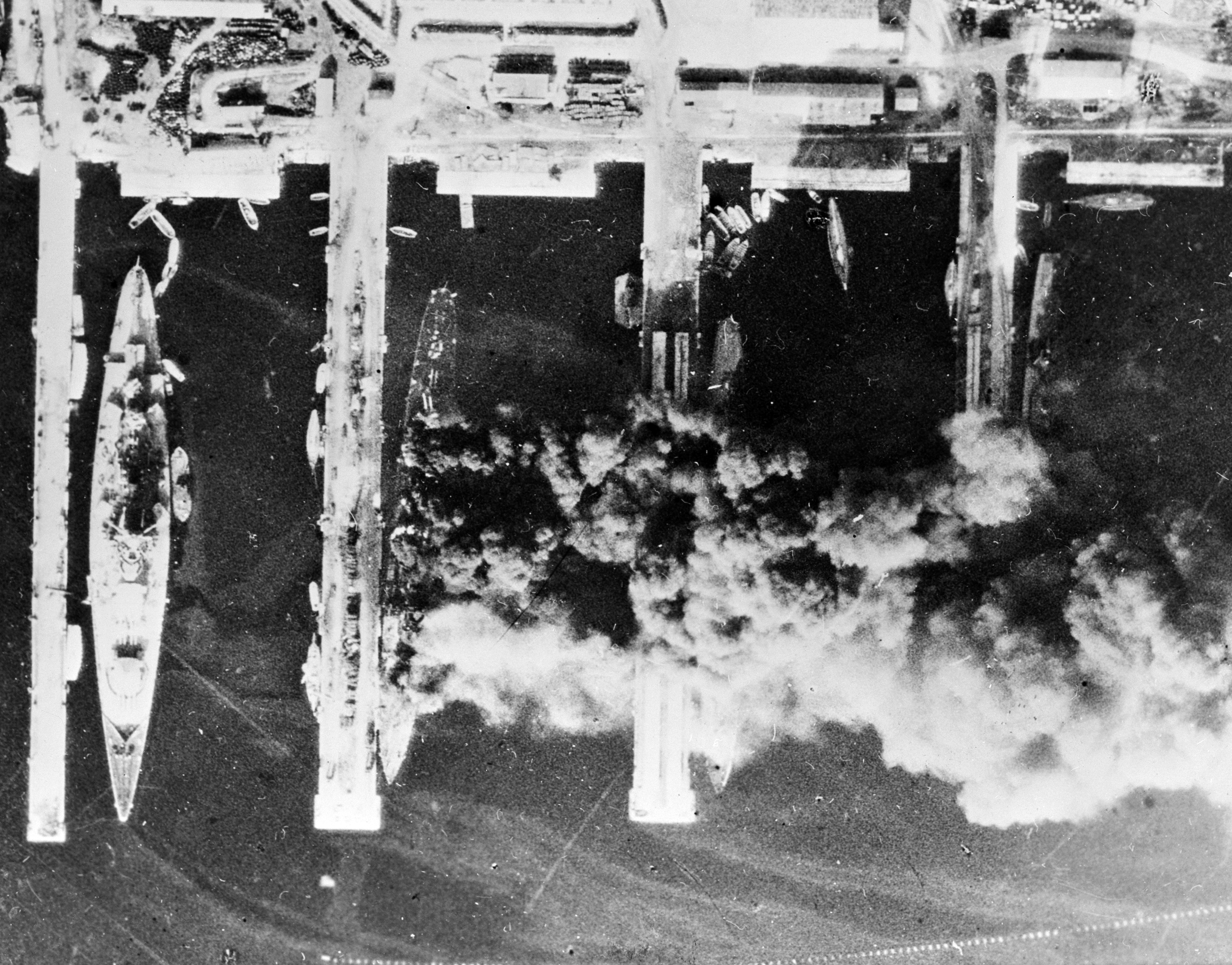
إغراق الأسطول الفرنسي في تولون.

بحلول مساء يوم 10 نوفمبر 1942، كانت قوات المحور قد أكملت استعداداتها لعملية أنطون. تقدم الجيش الأول من ساحل المحيط الأطلسي، بموازاة الحدود الإسبانية، بينما تقدم الجيش السابع من وسط فرنسا نحو فيشي وتولون، تحت قيادة الجنرال يوهانس بلاسكويتز. احتل الجيش الإيطالي الرابع الريفييرا الفرنسية وهبطت فرقة إيطالية في كورسيكا. بحلول مساء يوم 11 نوفمبر، وصلت الدبابات الألمانية إلى ساحل البحر الأبيض المتوسط.
كان الألمان قد خططوا لعملية ليلى للاستيلاء على الأسطول الفرنسي في تولون. تمكن قادة البحرية الفرنسية من تأخير الألمان عن طريق التفاوض والحيلة لفترة كافية لإغراق سفنهم في 27 نوفمبر، قبل أن يتمكن الألمان من الاستيلاء عليها، مما منع ثلاث بوارج وسبع طرادات و28 مدمرة و20 غواصة من الوقوع في أيدي قوى المحور. وعلى الرغم من خيبة أمل البحرية الألمانية، اعتبر هتلر أن القضاء على الأسطول الفرنسي حسم نجاح عملية أنطون  حيث أن تدمير الأسطول حرم شارل ديغول والبحرية الفرنسية الحرة من ذلك الأسطول.
لم تبد فرنسا الفيشية أي مقاومة، واكتفت ببث إذاعي يعترض على انتهاك هدنة عام 1940. وردت الحكومة الألمانية بأن الفرنسيين هم من انتهكوا الهدنة أولاً من خلال عدم إبداء مقاومة حازمة لعمليات إنزال الحلفاء في شمال إفريقيا. اتخذ جيش فيشي الفرنسي البالغ قوامه 50 ألف جندي مواقع دفاعية حول تولون، ولكن سرعان ما استجاب للمطالب الألمانية بالحل، لافتقاره إلى القدرة العسكرية لمقاومة قوات المحور.

## النتائج
على الرغم من أنه لم يعد أكثر من مجرد حكومة دمية، إلا أن نظام فيشي استمر في ممارسة السلطة المدنية الاسمية على كامل فرنسا القارية باستثناء الألزاس واللورين، منذ عام 1940. ألغيت منطقة الاحتلال الإيطالي بعد عزل موسوليني من منصبه وطلب الحكومة الإيطالية اللاحق لهدنة في عام 1943. ظلت فرنسا بعد ذلك تحت الاحتلال الألماني الحصري منذ ذلك الحين وحتى غزو الحلفاء وتحرير البلاد في عام 1944.

## روابط خارجية
- القوات الإيطالية تحتل جنوب فرنسا وكورسيكا وتونس. 1942 نشرة إخبارية على موقع يوتيوب على يوتيوب